# St. Thomas Township (Pennsylvanie)
St. Thomas Township est un township situé à l'ouest de la partie centrale du comté de Franklin, en Pennsylvanie, aux États-Unis,. En 2010, il comptait une population de 5 935 habitants.

## Démographie
Lors du recensement de 2010, le township comptait une population de 5 935 habitants. Elle est estimée, en 2018, à 333 habitants.